# Имавере (волость)
И́мавере (эст. Imavere) — бывшая волость в Эстонии в составе уезда Ярвамаа.

## Положение
Площадь волости — 139 км², численность населения на  1 января 2010 года составлял 1020 человек.
Административный центр волости была деревня Имавере. Помимо этого на территории волости находилось ещё 11 деревень.

## Известные уроженцы
- Юнг, Яан (1835—1900) — эстонский историк, биограф, археолог.